# Półwysep Międzywodzki
Półwysep Międzywodzki (także Mierzeja Międzywodzka, Mierzeja Dziwny) – półwysep w północno-wschodniej części wyspy Wolin, między cieśniną Dziwną a Morzem Bałtyckim. Półwysep od strony południowej otacza Zalew Kamieński, a od wschodniej Zatoka Wrzosowska, gdzie dalej Dziwna zwęża się i ma połączenie z Bałtykiem. Od strony południowo-zachodniej półwysep ograniczają jezioro Koprowo oraz Lewieńska Struga. Półwysep w całości należy do gminy Dziwnów, w powiecie kamieńskim.
Północną część obszaru stanowi pas wydm nadmorskich, natomiast część południową tereny łąkowo-bagniste. Południowo-zachodni obszar łąk nad jeziorem Koprowo zwany Koprzywskie Łęgi. W północno-wschodniej części półwyspu przy połączeniu Dziwny z Morzem Bałtyckim, znajduje się zarastające Jezioro Martwe będące dawnym odcinkiem Dziwny.
Na Półwyspie Międzywodzkim położona jest południowa część miasta Dziwnów, a bardziej na zachód wieś Międzywodzie. Przez półwysep przebiega droga wojewódzka nr 102.
Według regionalizacji fizycznogeograficznej Kondrackiego i Richlinga z 1994 roku Półwysep Międzywodzki należy do Wybrzeża Trzebiatowskiego, a nie mezoregionu Uznam i Wolin.